# قائمة قصور رومانيا

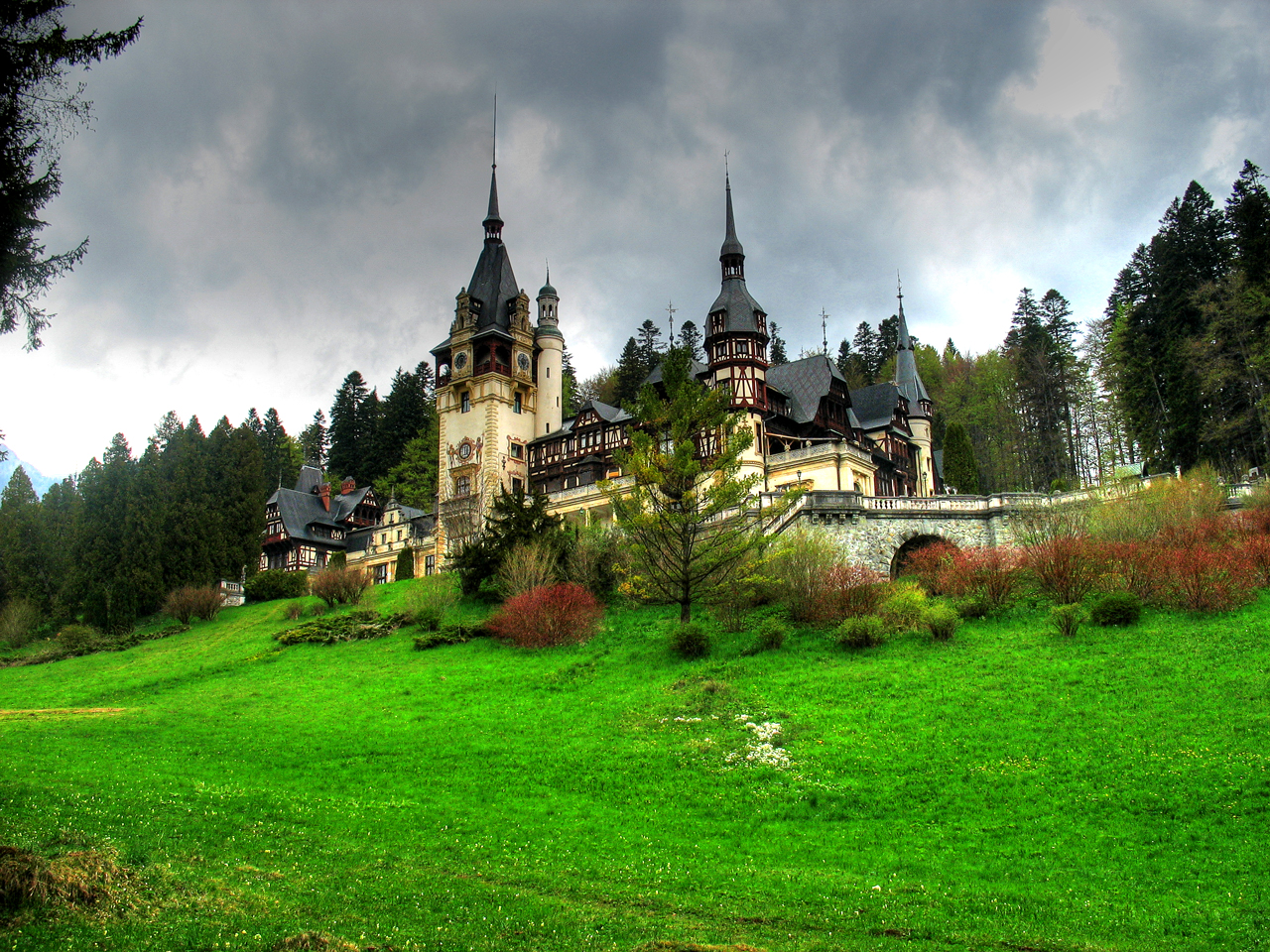
قصر بيليش

قصر هو مقر إقامة كبير، وخاصة ما يتعلق بالمقرات الملكية والرئاسية، أو الأعيان رفيعي المستوى، كالأساقفة، كما يطلق قصر على المباني الفخمة والمزخرفة.

## قائمة قصور رومانيا
تحتوي هذه القائمة على أسماء قصور في رومانيا.
- بيت الصحافة الحرة
- قصر البطريركية
- قصر الأسقف (أوراديا)
- قصر الثقافة (ياش)
- قصر بيليش
- قصر البرلمان (رومانيا)
- قصر شبيب (الزرقاء)
- قلعة بران
- قلعة موغوشوايا
- قلعة هونيادي
- قلعة هونيدوارا